# Titan IV

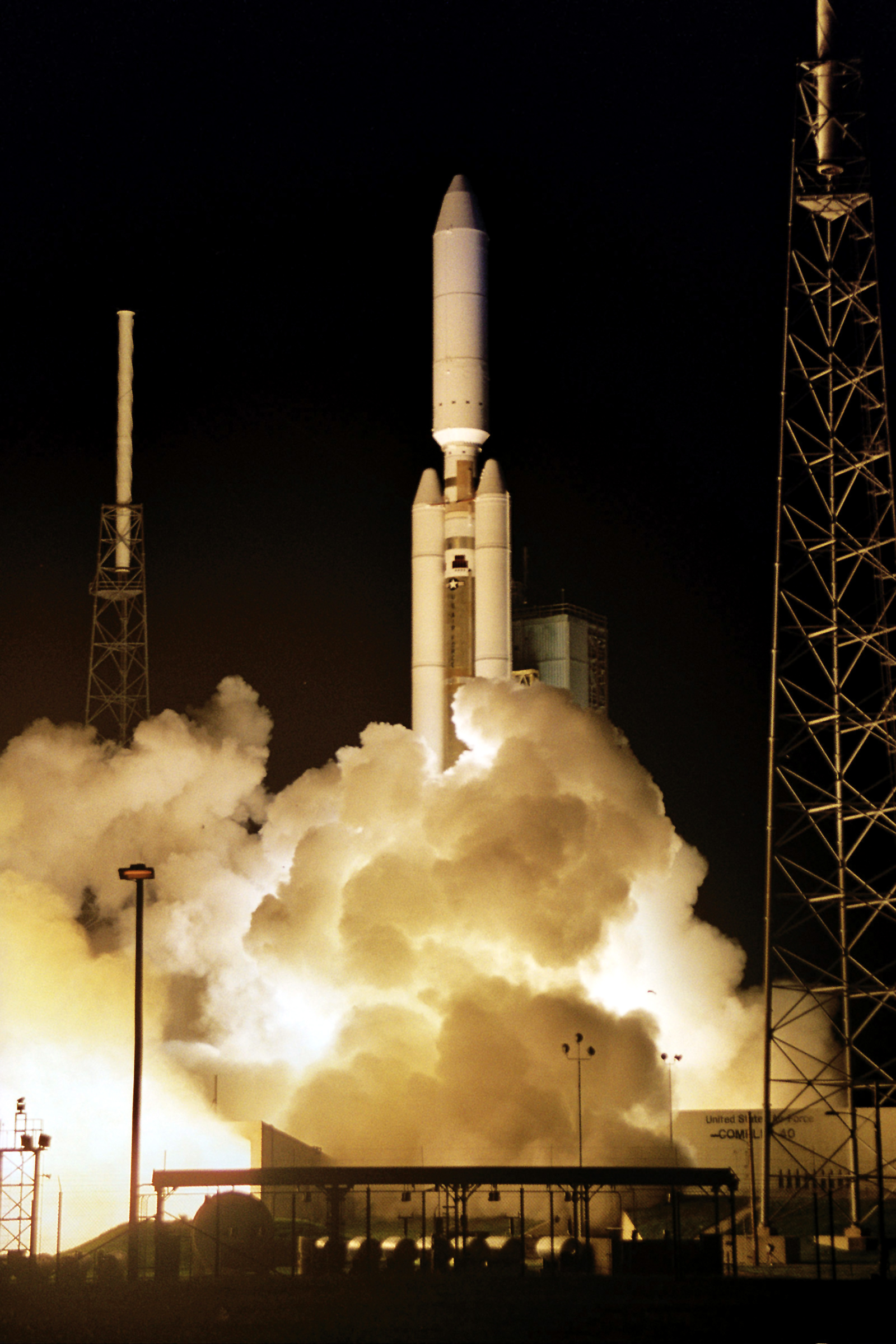
Lancering van een Titan IVB

De Titan IV was de vierde generatie Titanraket. Dit type raket dat in gebruik was bij de US Air Force was op dat moment de zwaarste beschikbare onbemande Amerikaanse draagraket. Voor de lanceringen werd gebruikgemaakt van de militaire lanceerinrichtingen op Cape Canaveral Air Force Station in Florida en Vandenberg in Californië. De Titan IV werd gebouwd door Lockheed Martin en werd overbodig na introductie van de onder het Evolved Expendable Launch Vehicle-programma ontwikkelde goedkopere Atlas V en Delta IV raketten. De 39e en laatste lancering van een Titan IV vond plaats op 19 oktober 2005.
Vanaf 1993 vielen Titan-operaties niet langer onder verantwoordelijkheid van de Amerikaanse luchtmacht, maar onder Martin Marietta dat de raket ook bouwde en in 1995 opging in Lockheed Martin.

## Titan IVA
Bij het ontwerpen van de Titan IV is de Titan III als uitgangsmodel genomen, waarbij diverse verbeteringen en uitbreidingen zijn doorgevoerd. De Titan IVA draagraket bestond uit twee UA1207 vastebrandstofmotoren die aan weerszijden van de eerste trap zaten. De eerste trap was uitgevoerd met de LR-87-11A motor die Aerozine 50 met distikstoftetraoxide verbrandt. De motor van de tweede trap was de LR-91-11. Deze gebruikte dezelfde brandstoffen. Daarboven konden verschillende derde rakettrappen worden bijgeplaatst zoals de Centaur capsule of de Inertial om de mogelijkheden van de raket uit te breiden. De neuskegel met ruimte voor de lading had een diameter van 5 meter. In de standaarduitvoering was de totale lengte 62 m. Op 14 juni 1989 werd de eerste Titan IVA gelanceerd en later zijn de Titan IVA's regelmatig ingezet voor het lanceren van, veelal militaire, kunstmatige satellieten.
De laatste Titan IVA werd gelanceerd in augustus 1998.
Er werden 22 Titan IVA’s gelanceerd. Twee vluchten mislukten.

## Titan IVB
De Titan IVB is was de laatste en tevens grootste onbemande draagraket in gebruik bij de US Air Force. Voor de aandrijving van de eerste en tweede trap werd gebruikgemaakt van dezelfde vloeibarebrandstofmotoren als bij de Titan IVA. Deze LR-87-11A en LR-91-11 werkten op brandstof Aerozine 50 en oxidator distikstoftetraoxide in onafhankelijke tanks. Tijdens de lancering zorgden twee vastebrandstofmotoren voor aanvullend vermogen. De eerste Titan IVB werd op 23 februari 1997 gelanceerd. Hij was gebaseerd op de Titan III en de Titan IVA. Het belangrijkste verschil tussen de Titan IVA en de Titan IVB was dat de stalen UA1207 side-boosters van Chemical Systems Division werden vervangen door USRM-boosters die van lichtere composietmaterialen waren gemaakt. Deze nieuwe krachtiger vastebrandstofmotoren werden door Hercules geproduceerd.
Er werden 17 Titan IVB’s gelanceerd. Twee vluchten mislukten.
In het National Museum of the United States Air Force in Dayton (Ohio), ligt een overgebleven Titan IVB tentoongesteld.

## Lanceerplaatsen en aanverwante faciliteiten
Titan IV-lanceringen vonden plaats vanaf Cape Canaveral Air Force Station Lanceercomplex 40 en Lanceercomplex 41 en vanaf Vandenberg Air Force Base Lanceercomplex 4E. Op Cape Canaveral moesten voor de introductie van de Titan IV de roestige lanceertorens en de mobiele integratie faciliteiten van de Titan III worden vervangen door nieuwe grotere bouwwerken met dezelfde functie. Anders dan bij de Titan III werden op “The Cape” de optionele derde trappen op het lanceerplatform aan de raket toegevoegd en niet al in het Vertical Integration Building.
Nu zien de voormalige Titan IV-lanceerplaatsen er totaal anders uit. De Titan torens en de mobiele integratie faciliteiten zijn gesloopt ten behoeve van Falcon 9- en Atlas V-lanceringen en -landingen.
Op het Cape Canaveral Air Force Station vormde een aantal grote gebouwen tezamen met de lanceerplaatsen het Integrate-Transfer-Launch complex, een grote productie-lijn waarin Titan raketten werden geassembleerd. Voor de Titan IVB moest een nieuwe hangar worden gebouwd waarin de grotere side-boosters aan de eerste en tweede trap konden worden gemonteerd. Het Solid Motors Assembly Building (SMAB) dat voor de Titan III en Titan IVA werd gebruikt was namelijk niet groot genoeg, dus werd de Solid Motors Assembly and Readyness Facillity (SMARF) gebouwd.
De SMAB is heden ten dage in gebruik bij SpaceX dat er zijn Dragon-ruimteschepen laadt en voorbereidt en de neuskegels van Falcon-raketten met hun vracht integreert. De SMARF, het gebouw waar de Titan IVB van vastebrandstofmotoren werd voorzien is in gebruik bij United Launch Alliance als check-out-faciliteit en lanceercontrolekamer voor de Atlas V.
De Vertical Integration Building is gesloopt.

## Missies
Naast het in een baan brengen van een aantal militaire satellieten werden de Titan IV's soms ook ingezet voor civiele doeleinden. Op 15 oktober 1997 werd de Cassini-Huygens ruimtesonde gelanceerd met een Titan IVB.